# رابرت لاساردو
رابرت لاساردو (انگلیسی: Robert LaSardo؛ زادهٔ ۲۰ سپتامبر ۱۹۶۳) هنرپیشه اهل ایالات متحده آمریکا است. وی از سال ۱۹۸۷ میلادی تاکنون مشغول فعالیت بوده‌است.
از فیلم‌ها یا برنامه‌های تلویزیونی که وی در آن نقش داشته‌است می‌توان به پرونده‌های ایکس، سی‌اس‌آی، سی‌اس‌آی: میامی، دنیای آب، لئون حرفه‌ای، در جستجوی عدالت، پرونده سرد، پادشاه نیویورک، جان‌سخت، مسابقه مرگ، منطقه فرود، در جهنم، جیمی هالیوود، اتصال کوتاه ۲، عبور از نابودی ۲، هزارپای انسانی ۳، پشت‌بام‌ها، فردا تو رفتی، شکنجه، یاغی‌ها، در عمق زیاد و مول اشاره کرد.